# Cross Lander USA Inc
Cross Lander do Brasil a fost creat în 2002, ca urmare a asocierii dintre un grup brazilian (de asemenea acționar al KIA Motors do Brasil), cu 70% dincapital, și antreprenori nord-americani din sectorul distribuției de vehicule, cu remarcabile 30 %. Obiectivul principal al companiei a fost asamblarea de suv-uri ARO, de origine romana, in facilitati ce urmeaza a fi inaugurate in Zona Libera Manaus (AM) si ulterior exportul in UE a 50% din totalul produs, restul fiind destinat. pentru piața internă și în vânzare către țările din America Latină. Linia de producție a fost inaugurată la sfârșitul lunii septembrie, dar a fost deschisă înainte de a fi folosită de KIA (când compania coreeană a deschis ancheta autorităților fiscale naționale, implicând pseudo-asamblarea Vans Besta și falsa naționalizare a acestuia). Planurile noastre inițiale erau pretențioase: producție de 800 de unități încă în 2002, trei mii în anul următor și cinci mii în 2004, întotdeauna destinate pieței nord-americane.Primul model lansat a fost CL-244, un utilitar 4×4 cu cinci uși derivat din ARO 24, dar a fost un facelift pe care tocmai l-a primit mașina în România. Potrivit unui producător, Cross Lander a ajuns la 70% din naționalizare; Am importat sasiul complet (suspensie fata independenta cu scripete elicoidal, punte spate rigida cu scripete semi-eliptice, cutie reductoare, frane cu disc ventilate in fata) si o caroserie din tabla de otel, in timp ce un motor diesel (MWM turbo intercooler 2.8 din 132). cv), cutie de viteze în cinci trepte, direcție  

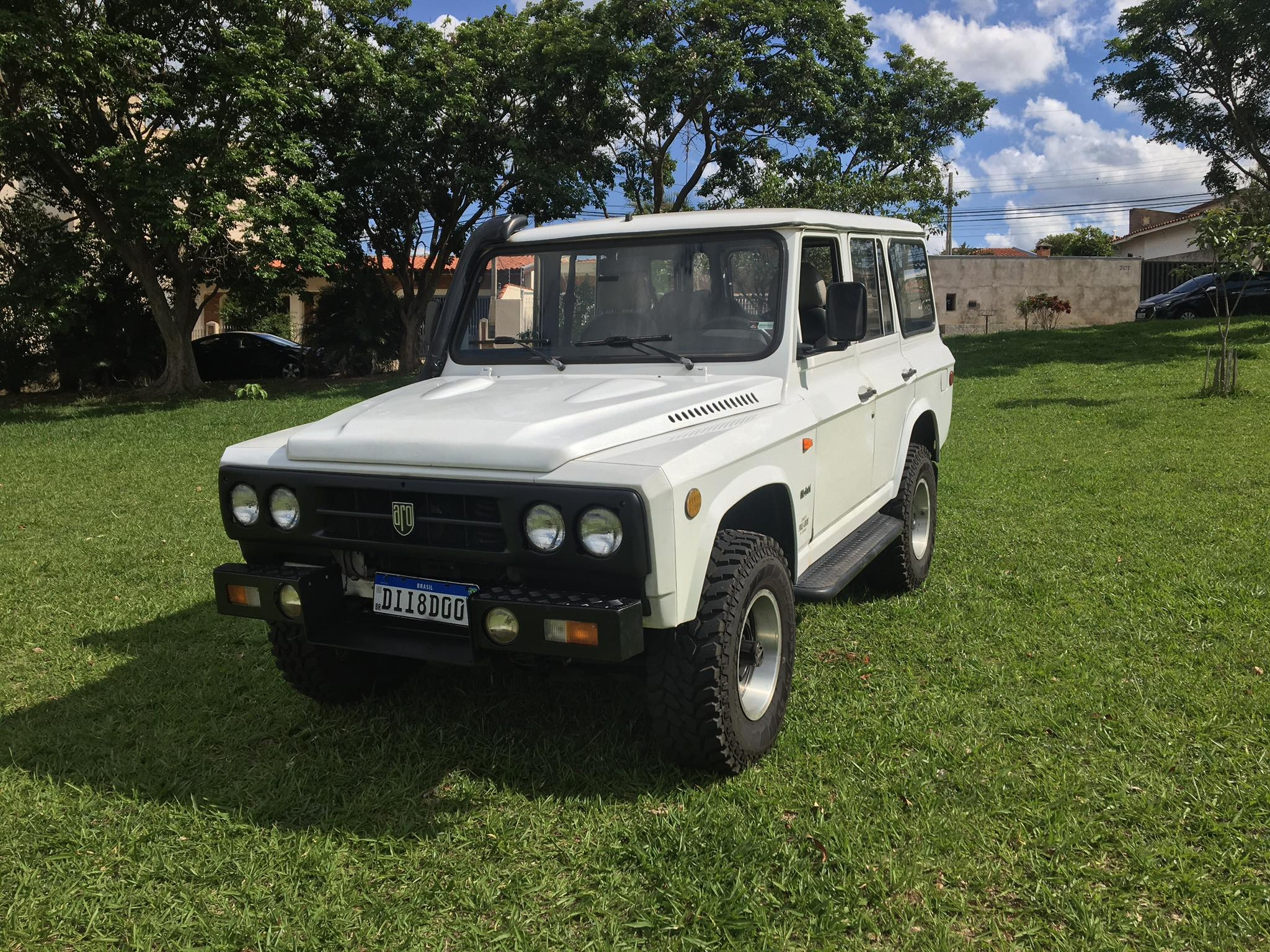
Cross Lander CL244 MX

hidraulică, sistem electric, roți și anvelope au fost de producție națională. Cu activarea mecanică a tracțiunii și reducerea și cuplarea manuală a roții libere, am fost vehicule simple și robuste, curajoase pe trasee de teren, prost finisate și fără articole de confort (cu excepția aerului condiționat) – un „4×4 brut” și autentic", după cum spunea jurnalistul Jason Vogel în ziarul O Globo. A fost pregătită și o versiune militară. La XXII Salonul Auto, la sfârșitul anului 2002, Cross Lander și-a prezentat al doilea model, camioneta CL-330. , urmand aceleasi caracteristici mecanice ale jeep-ului, dar cu o capacitate de 1,3 tone de marfa in galeata sa metalica de 2,9 m lungime; dimpotriva, avea insa o bara fata fragila turnata in fibra de 
sticla.
În ciuda prețului atractiv (era un 4×4 brazilian mai ieftin), a redus rețeaua de vânzări (doar 16 multi-brand în toate țările) și nu a existat nicio confirmare a exporturilor către UE, unde au fost trimise spre omologare unele unități care au făcut nu se întâmplă, am făcut planurile ambițioase ale companiei nerealizabile. Așadar, în loc de cele 800 de vehicule așteptate, doar 72 au fost fabricate în primul an. După ce au fost produse aproximativ 200 de unități, linia de asamblare a fost paralizată, controlul companiei a fost vândut și denumirea sa schimbată în Cross Lander Indústria e Comércio Ltda.. La XXIII Salão, în 2004, noua companie a prezentat „versiunea definitivă” a pickup-ul CL-330, care până în acel moment nu fusese dat în producție. Din punct de vedere mecanic, era același model prezentat cu doi ani mai devreme, cu aceleași componente de import și capacitate de încărcare identică, dar cu o cabină extinsă și un portbagaj ceva mai scurt (2,62 m); s-a acordat puțin mai multă atenție materialelor și acțiunilor interne.
Viața mărcii rămâne însă tulbure. După o altă restructurare corporativă, în 2005, s-a înființat Bramont Montadora Industrial e Comercial S.A. (controlat de grupul gaúcho Bringer) și transferul liniei de asamblare pe noi instalații, încă în Manaus, vehiculele Cross Lander au întâmpinat dificultăți în a respecta legislația braziliană de mediu, care se aplica, și au fost nevoite să suspende din nou producția. În același an, Bramont și Indian Mahindra au deschis negocieri pentru fabricarea locală a utilităților lor; consecinta fireasca a fost abandonarea progresiva a produselor Cross Lander. A anunțat chiar și „noua linie 2006”, numită Cross Ranger, dar Bramont a renunțat curând la utilitățile românești. Acestea au fost returnate pentru a fi asamblate de rediviva Cross Lander do Brasil, în fostele instalații KIA (acum cu motoare MWM care deservesc Proconve), dar la scurt timp producția a fost închisă definitiv.Firma Cross Lander USA Inc. s-a autodizolvat în 2006.
1. ↑  Petrány, Máté (27 august 2018), This Romanian 4x4 Was Nearly Sold in the United States, Three Times (în engleză), Road & Track